# Letteratura vittoriana

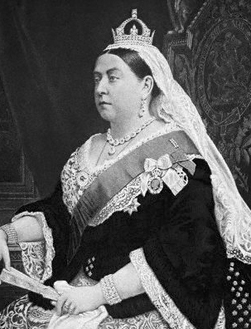
La Regina Vittoria in una foto in bianco e nero

La letteratura vittoriana è la letteratura britannica nel periodo di regno della regina Vittoria (1837-1901).
Nel Regno Unito, l'età vittoriana fu caratterizzata nella sua prima metà (fino al 1860 circa) dalla rivoluzione industriale, e nella seconda (pressappoco fino al 1900) dall'espansione coloniale, frutto degli investimenti nel settore mercantile dei capitali accumulati dall'attività manifatturiera tessile.

## Panorama dell'era vittoriana

### La prima metà

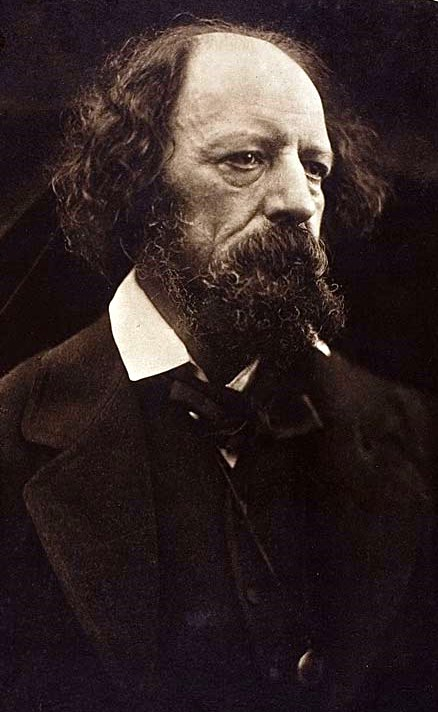
Alfred Tennyson, Poeta Laureato

Se l'età vittoriana è stata esaltata per le sue grandi innovazioni scientifiche e tecnologiche quali la ferrovia, la propulsione  ad elica, l'illuminazione a gas e il telegrafo (1844), la maggior parte della critica posteriore e attuale ha ravvisato in essa, a torto o a ragione, una mancanza di profondità artistica e di impegno sociale tra gli intellettuali, accusati spesso di conformismo e superficialità: i critici più severi hanno fatto nomi significativi quali Charles Dickens, William Makepeace Thackeray (1811-1863), Anthony Trollope (1815-1888), Benjamin Disraeli e Robert Louis Stevenson.

### La seconda metà
Tuttavia il quadro di insieme tradisce molti dettagli non trascurabili, se è vero che molti degli stessi letterati vittoriani puntano il dito contro il sistema quanto più ci si avvicina alla seconda metà del secolo. Pur tenendo per buono la società della prima metà favorisce l'uso di tecniche oleografiche, la seconda, dalla morte del principe consorte (1861), sostituito dal liberale Principe di Galles (il futuro Edoardo VII), vede affiorare al contrario sempre più voci di dissenso come quelle di Thomas Hardy, Joseph Conrad, Oscar Wilde e Robert Louis Stevenson, promotori di una vera e propria reazione antivittoriana, inversione di rotta su cui pesa in larga misura la stagnazione economica che segue al primo boom industriale. La reazione antivittoriana è destinata a sfociare nelle nuove e spesso controverse avant-garde del secolo successivo con epigoni del calibro di Ezra Pound e T.S. Eliot.

## Dati storico-sociali

### Fine di un'epoca
La fine del romanticismo etico (1798-1832), immerso nella freschezza della natura e alimentato dai desideri libertari della Rivoluzione francese, subisce un brusco arresto quando i maggiori capofila del movimento (come Percy Bysshe Shelley, George Byron, John Keats) muoiono nella prima giovinezza: fa quindi il suo ingresso la Rivoluzione Industriale, fonte di ricchezza per il paese ma anche di forti ingiustizie sociali ed economiche a cui il First Reform Bill (1832) e i successivi cercano di fare fronte. Nei primi anni dell'Ottocento, non a caso, cambia il significato di arte e cultura. Se la prima era sinonimo di mestiere e il pittore era considerato un artigiano, culture (it. coltura agricola) assume anche il significato di attività intellettuale. La comparsa dell'industria (non più intesa come artigianato) determina dunque una separazione tra intelletto e materia: ciò che è meccanico non è più considerato creativo e per arte si intende solo l'attività dell'intellettuale. Il romanticismo si contrappone ideologicamente a tutto ciò che vuol dire produzione di massa, ed è proprio ora che nascono i concetti di originale e di genio così come li intendiamo oggi: in un certo senso questo accade in quanto il letterato si identifica in quanto diverso dalla propria società, la società dei consumi dalla quale si sente isolato ma da cui dipende economicamente.

### Restaurazione e riforme
In Europa il Congresso di Vienna riporta sul trono i regimi reazionari, ma per i sovrani tornati al potere non è più possibile restaurare l'Ancien Régime: la società aveva già oltrepassato un punto di non ritorno, perché il continente sconvolto da Napoleone Bonaparte aveva compreso che un cambiamento radicale della società doveva e poteva essere possibile. Le rivendicazioni della plebe, oppressa da classi aristocratiche che avevano ormai perso la loro funzione sociale, si traducono in Inghilterra nelle rivendicazioni operaie, in parte soddisfatte dalle riforme: l'eliminazione dei cosiddetti borghi putridi. Furono così nominate le circoscrizioni elettorali comprese nelle proprietà della grande aristocrazia rurale, esigue per abitanti ma in grado di portare più voti in parlamento di quelle delle grandi metropoli. L'eliminazione di questa ingiustizia rappresenta un passo decisivo nella modernizzazione del sistema elettorale.

### Urbanesimo e situazione ambientale
La scena vittoriana è dominata dalla nuova architettura del ferro, del vetro e del cemento, dai mattoni corrosi e anneriti dalla fuliggine delle fabbriche che insieme alle forti nebbie genera lo smog (da smoke, “fumo” + fog, “nebbia”). Le città diventano ora grandi metropoli per la massiccia immigrazione delle plebi impoverite fuggite in massa dalle campagne: le terre demaniali utilizzate dai contadini e dai pastori più indigenti vengono vendute dal governo agli imprenditori più ricchi e recintate dai nuovi proprietari, e viene impedito il diritto di pastorizia concesso su suolo pubblico (fenomeno delle enclosures).
I canoni della nuova edilizia popolare sono prevalentemente dettati non tanto dall'estetica quanto da necessità funzionali ed economiche: è l'utilitarismo a dominare il paesaggio, in nome della “contentezza del maggior numero possibile di persone”. Il privilegio della quantità si traduce in un sensibile deterioramento della qualità della vita.

### Il vapore

Funzionamento del motore al vapore

I cilindri delle macchine a vapore consentono il miracolo tecnologico ed economico del secolo: il primo tratto ferroviario sperimentale viene inaugurato nel 1825 da Stephenson, mentre i battelli a vapore, a cui lo statunitense Fulton aggiunge la propulsione ad elica nel 1838, velocizzano rapidamente trasporti e produzione.

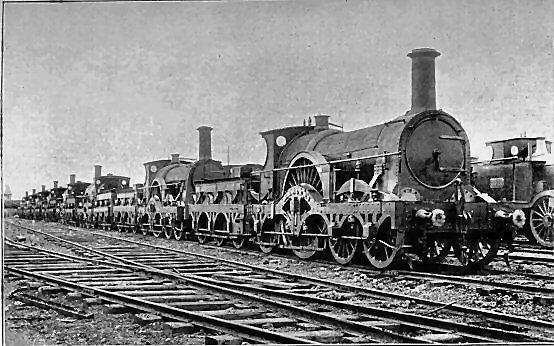
Una locomotiva della Great Western Railway, fotografata nel 1892 poco dopo il suo ultimo viaggio

### Divisioni di classe
Ma le ricchezze determinate dall'abbattimento dei costi e dalla produzione in serie restano distribuite assai inegualmente e il sovrappopolamento degli operai nelle metropoli, stipati in condizioni anguste peggiora l'incidenza delle malattie, della criminalità e della prostituzione, mentre il consumismo nelle classi più abbienti tende a dare alla stessa chiesa anglicana un carattere di facciata, vista quasi come  garante della rispettabilità e dell'ordine, contro la sua originale vocazione spirituale.

### L'Oxford Movement
A fianco della chiesa ufficiale si diffondono però numerose confessioni evangeliche alternative e crescono quelle non-conformiste come i quaccheri e i metodisti: il disagio di questa crisi spirituale e la secolarizzazione della società spacca la stessa comunità ecclesiale dall'interno determinando la nascita verso la metà del secolo dell'Oxford Movement. Predicando il ritorno nostalgico al cattolicesimo medievale esso produce in effetti la defezione di una piccola ma influente élite del clero anglicano verso il cattolicesimo romano o il ripiegamento su posizioni ad esso vicine (destando grande scandalo nell'alta e media borghesia).

### I preraffaelliti
Nel campo dell'arte, questo desiderio di ritorno al passato è animato da nostalgie romantiche: si fanno strada i Preraffaelliti che vagheggiano un ritorno al medioevo trasfigurato in tele che ritraggono i personaggi mitici dei racconti di Malory (il ciclo arturiano). 

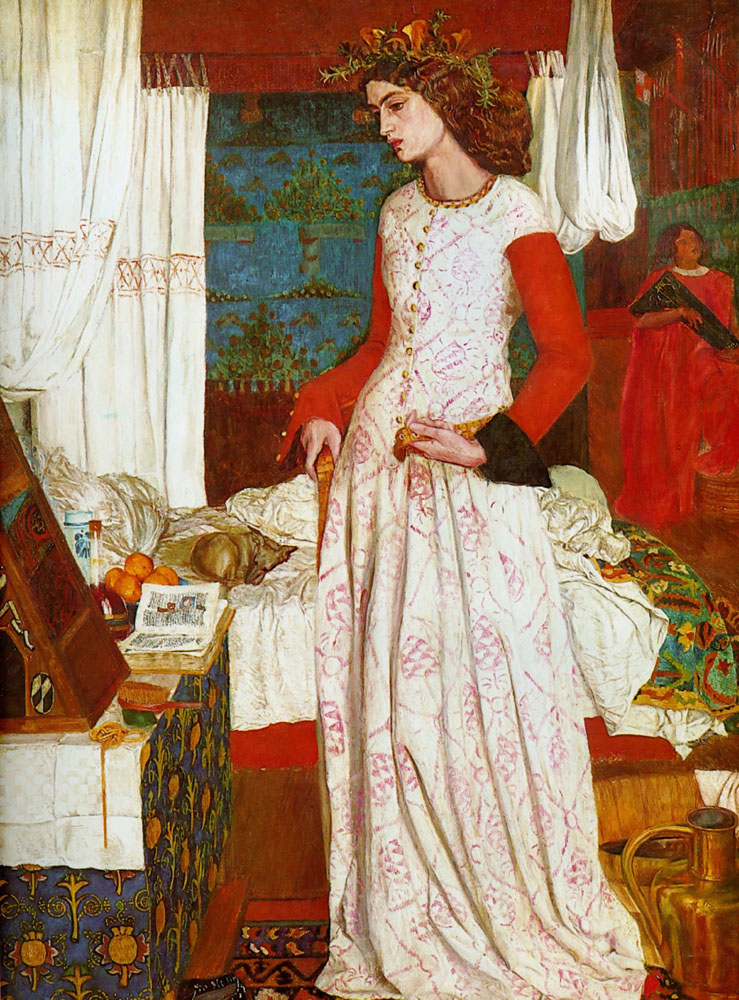
Dal ciclo di Malory: la Regina Ginevra in una raffigurazione di William Morris

In architettura il loro gusto pende decisamente verso il gotico: John Ruskin (1819-1900), considerato l'ispiratore del gruppo (il cui capofila fu però Dante Gabriel Rossetti), scrive Le pietre di Venezia (Stones of Venice), ove sottolinea l'importanza di una pianificazione urbana in armonia con la natura e la tradizione e soprattutto concepita a misura d'uomo.

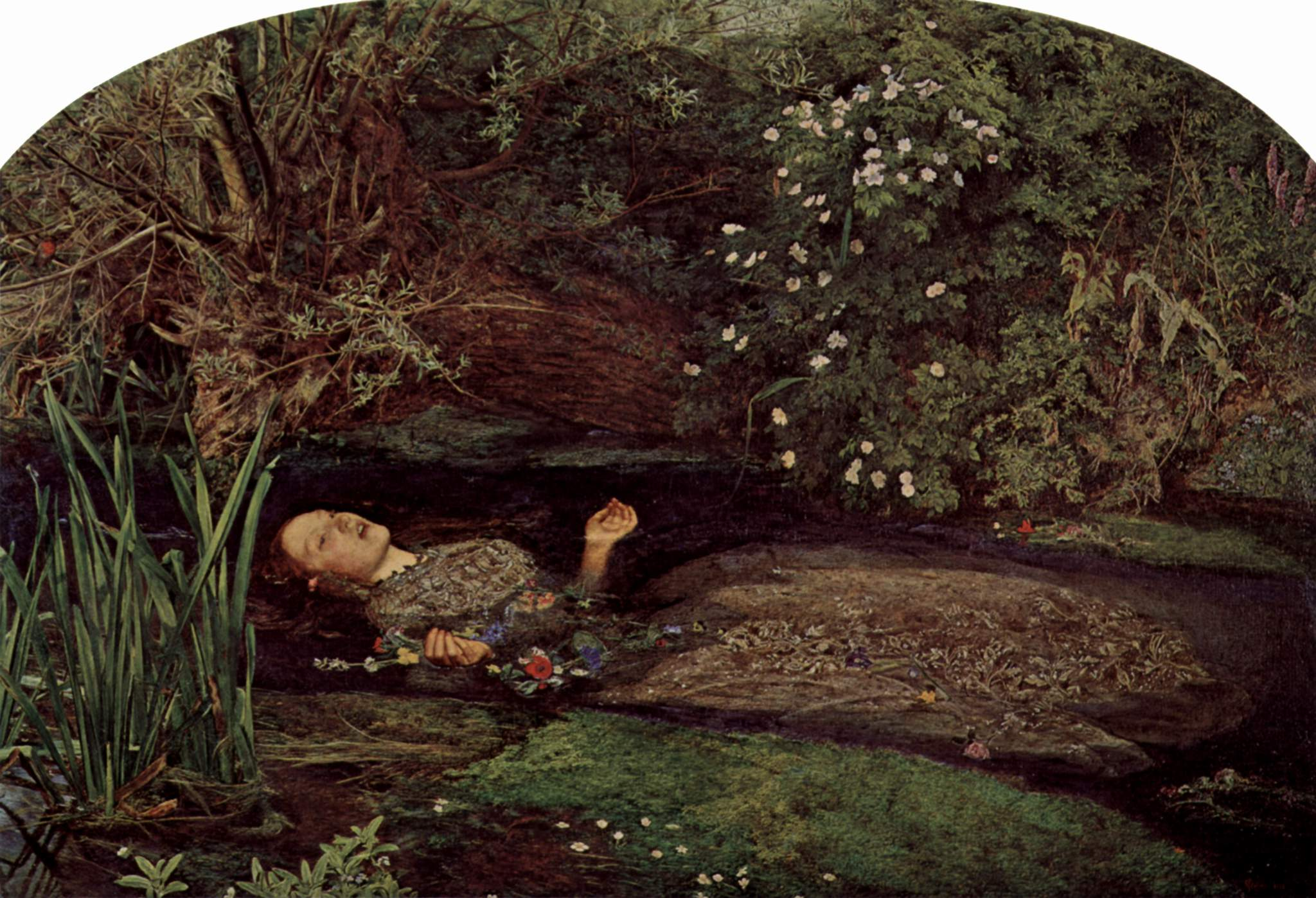
Sir John Everett Millais, Ophelia (dallAmleto di Shakespeare)

### L'utilitarismo
John Stuart Mill e Jeremy Bentham sono al contrario i maggior sostenitori dell'utilitarismo assieme a Thomas Robert Malthus, matematico che studia le curve demografiche: questi propone la pianificazione delle nascite allo scopo di garantire il benessere sociale e l'ordine politico. Si diffonde l'idea che utilità sia sinonimo di benessere e il benessere coincida con il bene: l'uomo medio vittoriano è un inguaribile ottimista, convinto che la tecnologia sia in grado di risolvere tutti i problemi umani, materiali e spirituali. L'orgoglio nazionale inglese raggiunge le sue massime vette con la conquista dell'India ma il primato coloniale è, non per caso, il prodotto delle conquiste scientifiche del secolo.

## La letteratura e il letterato vittoriano

### Il nuovo pubblico
La letteratura vittoriana è ormai entrata nella logica del mercato editoriale moderno: se un tempo l'intellettuale era sotto la protezione di aristocratici tanto influenti quanto illuminati, ora per scrivere è necessario adattarsi ai gusti mutevoli del grande pubblico: è proprio l'eterogeneità dei lettori a ricattare in modo talora imprevedibile lo scrittore, la cui sopravvivenza dipende più dal numero di copie vendute che dal pregio intrinseco dell'opera.

### Gli editori vittoriani
L'insicurezza degli editori porta inoltre il letterato a pubblicare (e vendere) il suo romanzo "pezzo per pezzo", a fascicoli settimanali o quindicinali senza essere sicuro di poterla ultimare: compone quindi ogni episodio con elementi che lascia volutamente in sospeso per incrementare le aspettative del lettore, che corre incuriosito a comprare la puntata successiva, e così via. In questo modo furono pubblicati i romanzi di Charles Dickens, a partire dai "Pickwick Papers" (aprile-novembre 1836), richiesti dalla Chapman & Hall dopo i successi dei famosi bozzetti di costume (Sketches by Boz), caricature apparse sui grandi quotidiani inglesi cui Dickens fornì la trama delle storie.
Da grande lettore di Henry Fielding, questo primo canovaccio di personaggi picareschi lo incoraggiò a rinnovare la tradizione settecentesca, ma la gente comune si riconosceva nelle situazioni maturate da esperienze contemporanee (qui si svolge tutto intorno a un club, punto molto popolare di ritrovo frequentato da personaggi della piccola borghesia). Riviste come il Blackwood Magazine e Household Words furono tra quelle che fecero la fortuna dei grandi romanzieri vittoriani, per molti dei quali la scrittura non è più solo vocazione, ma un mestiere faticoso e spesso mal pagato: se a Walter Scott era servito a ripagare i debiti, a Dickens, Anthony Trollope e ad altri consente di entrare a far parte dell'alta società. In fascicoli vengono composte quasi tutte le grandi opere del secolo, poi ripubblicate generalmente in tre tomi come libri veri e propri.
Data la serie numerosa di puntate, l'opera finale diventa molto lunga, e reca talvolta segni malcelati delle cuciture tra un episodio e l'altro. Per lo stesso motivo l'età vittoriana vede il successo della short story o racconto breve, che aveva preso i primi passi dalla tale of terror, racconti brevi del terrore nati dal revival del gotico nella seconda metà del Settecento.

## Il compromesso vittoriano (1832-1860 circa)

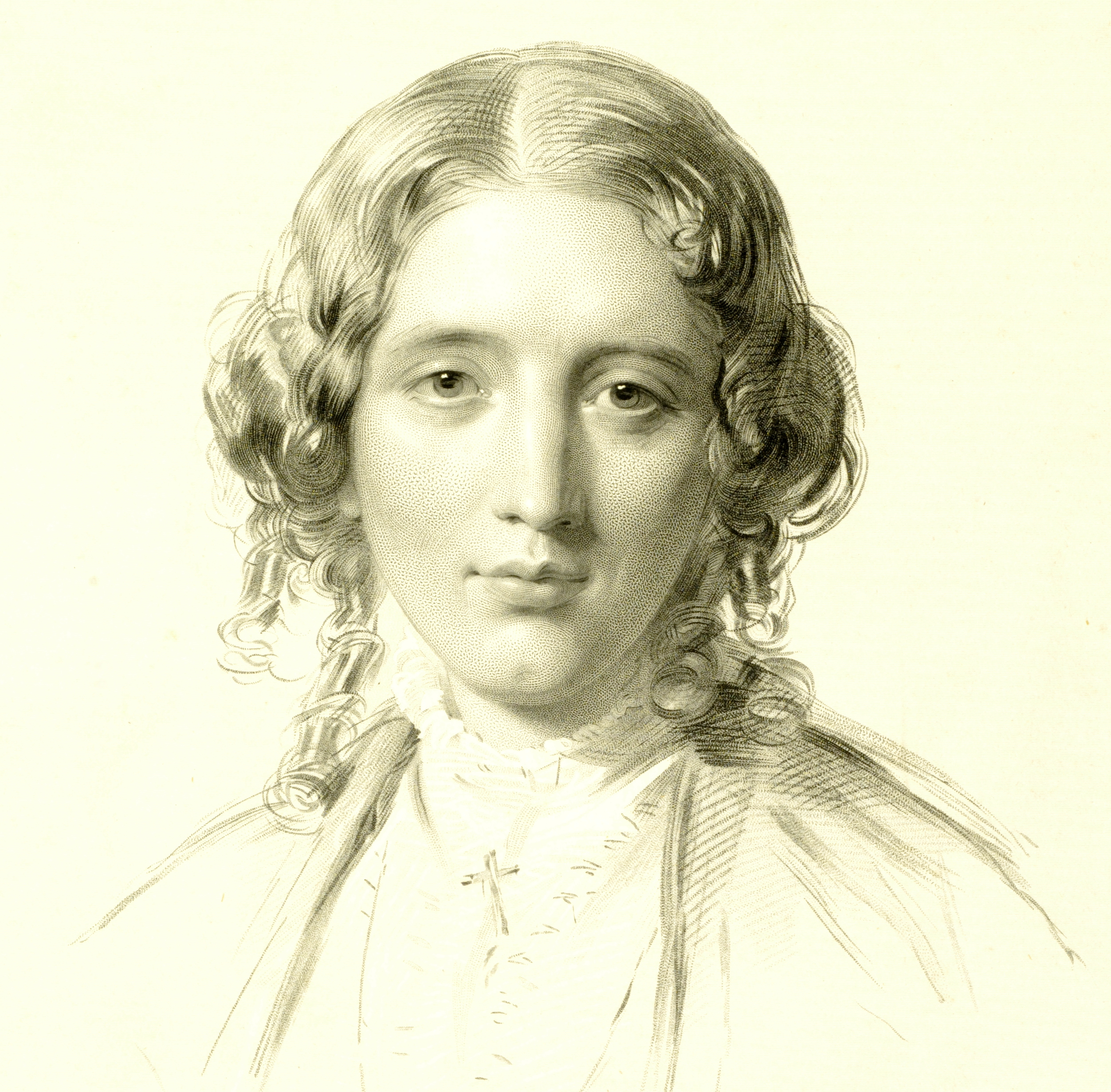
Harriet Beecher Stowe, che scrisse dell'Inghilterra vittoriana al di fuori del paese

Periodo che vede da un lato prosperità e progresso (con l'invenzione del telefono, del telegrafo, delle fotografie ecc.), dall'altro grave povertà, disagi e profonda ingiustizia, per le classi più disagiate, creando un binomio tra conformismo etico, filantropia, moralismo e corruzione, ricerca di denaro, avidità  che separava la vita privata dal più generale comportamento pubblico.

Dato anche il carattere di transizione dell'età vittoriana, per molti critici è un ponte tra Romanticismo etico e modernismo. Oltre alle opere di Dickens, dobbiamo accennare a romanzieri quali Disraeli, Thackeray, le sorelle Brontë, e Trollope per l'influsso del naturalismo e del positivismo: quest'ultimo fu autore di bozzetti realistici ma non privi di satira di personaggi del clero anglicano. In ogni caso, proprio per il fatto di essere un periodo affascinato dalla scienza, la poesia ricopre un ruolo minore. Anche la prosa satirica sembra rinunciare alla verve mordace e trasgressiva che l'anarchia romantica aveva ereditato dai romanzieri settecenteschi (Jonathan Swift, Henry Fielding, Daniel Defoe).
Lo stesso William Wordsworth, iniziatore del movimento romantico insieme a Samuel Taylor Coleridge (Ballate liriche, 1798), sopravvive a se stesso ripiegando su posizioni moralistiche e conservatrici, componendo ormai poesia pedestre esaltatrice dell'anglicanesimo più ortodosso: in essa la natura non è più libertà né tantomeno ribellione ma ordine e armonia, esempio visibile della mano di Dio, ma di un Dio severo che assomiglia al pater familias vittoriano. L'ultima poesia di Wordsworth piaceva ma senza far discutere: forse per questo la regina stessa, emblema vivente della società e delle istituzioni, volle nominarlo Poeta Laureato (1850).

### La censura letteraria
Le trame dei romanzi sono per lo più a lieto fine e comunque esplicitamente edificanti. In quell'epoca apparve perfino un rifacimento delle opere di Shakespeare, epurato delle scene di erotismo e violenza quali si possono leggere anche in Romeo e Giulietta: opportunamente riviste le opere diventarono favole piacevoli da leggere anche ai bambini. Tacciono così anche gli antichi e pure modernissimi elisabettiani che avevano ispirato fino a pochi anni prima tanta letteratura e poesia dei primi “anni ruggenti” del movimento romantico.

### Tabù vittoriani
La censura si estende ben al di là della letteratura: per pudicizia molte parti del corpo non si possono nominare per nessun motivo: se le dame non mostravano gambe o piedi lo stesso doveva essere per i tavoli, accuratamente ricoperti fino in fondo da lunghe e spesse tovaglie. Per celebrare le virtù dell'impero l'arte figurativa tende ad esaltare come tanta poesia biedermeier e perciò la vita di tutti giorni nei suoi aspetti più banali. Assume un tono superficiale e didattico, trasformando tutto in cliché privi di originalità e di interesse innalzando i fatti più banali della vita comune a un piano eroico-celebrativo.

### Disagi sociali
Nel complesso, l'atteggiamento perbenistico e tranquillizzante di tanta borghesia ha l'aspetto di una rimozione collettiva: le condizioni precarie del proletariato urbano rivelano sintomi di una emarginazione sociale complicata da condizioni sanitarie difficili: prostituzione e povertà sono in aumento. Gli Hungry Forties, gli anni quaranta della grande fame, come furono soprannominati spinsero Dickens a scrivere Hard Times, grave condanna alle classi dirigenti, all'imprenditoria e al sistema scolastico, mentre in Irlanda una devastante carestia spingeva i primi coloni irlandesi verso gli Stati Uniti. Le Corn Laws (leggi protezionistiche contro l'importazione di grano estero imposte dall'Inghilterra) erano state la causa maggiore della disgrazia, e furono abolite solo nel 1846.
Sotto la pressione del crescente malcontento di gran parte degli operai, avanza anche in Inghilterra lo spettro del socialismo caldeggiato a più riprese nel continente dai francesi come Pierre-Joseph Proudhon per trovare in Karl Marx (Das Kapital, 1867) il suo più rivoluzionario teorizzatore: è allora che le classi alte si muovono in senso riformistico per tamponare la grande ferita che si era aperta nel tessuto sociale inglese. Nascono i grandi istituti di beneficenza pubblici e privati e le società filantropiche dove le donne dell'alta società danno un volto rispettabile alle famiglie dei capitani d'industria, emancipandosi dalla tutela domestica dei loro influenti mariti.

### Significato del compromesso vittoriano
Il compromesso vittoriano sarebbe emerso così da un tacito patto tra classi alte e basse: un minimo contributo verso gli indigenti in cambio del loro appoggio all'istituzione che continuerà così a conservare molti degli antichi privilegi di casta. Non mancano però risvolti positivi: il volontariato femminile si diffonde a macchia d'olio e con questo molte professioni, alcune delle quali considerate fino a quel tempo appannaggio del “sesso forte”. Esse diventano istitutrici, infermiere, ma anche professori e dottori: Florence Nightingale fu la prima donna medico (1858), e la voglia di emancipazione economica e intellettuale è già rivelata da eroine del calibro di Charlotte Brontë e nelle androgine figure femminili di Trollope - più intelligenti che belle - ritratte finalmente secondo il punto di vista femminile della donna emancipata che rifiuta di fare da sfondo, ma desidera un ruolo di primo piano nella società. George Eliot (1819-1880), alias Mary Ann Evans scrive sotto pseudonimo maschile perché non vuole che le sue opere vengano giudicate in quanto opera di una donna, e ha un successo senza precedenti (si pensi ad opere come The Mill on the Floss).

### Il neogotico e l'orrore domestico

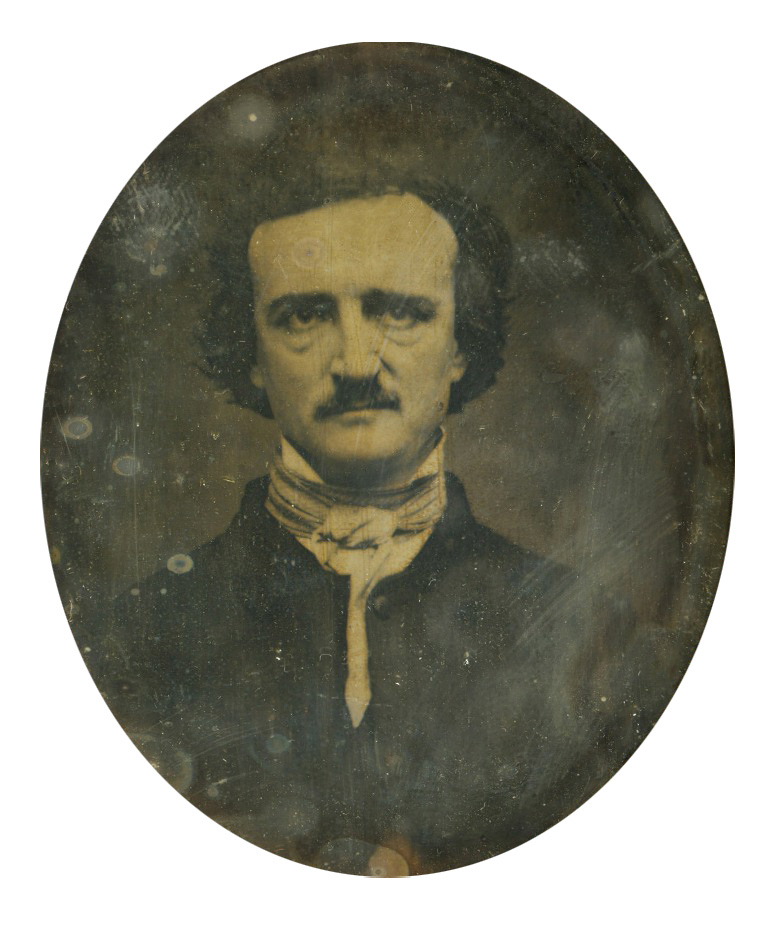
Edgar Allan Poe, pioniere del thriller e del giallo

Per quanto spesso di superficie, il romanticismo vittoriano vede il passaggio dal gotico settecentesco in cui risaltano il soprannaturale e l'orrore fisico al gotico moderno in cui l'orrore è più psicologico che reale: allontanatosi dai castelli medievali esso incarna infatti le nevrosi dell'età industriale e il disorientamento della civiltà moderna. Edgar Allan Poe è un pioniere in questo senso, ma si spinge ancora più avanti sviluppando il thriller e quindi il romanzo poliziesco, genere destinati a fare tanta fortuna con Arthur Conan Doyle.

### Il Crystal Palace (1851)

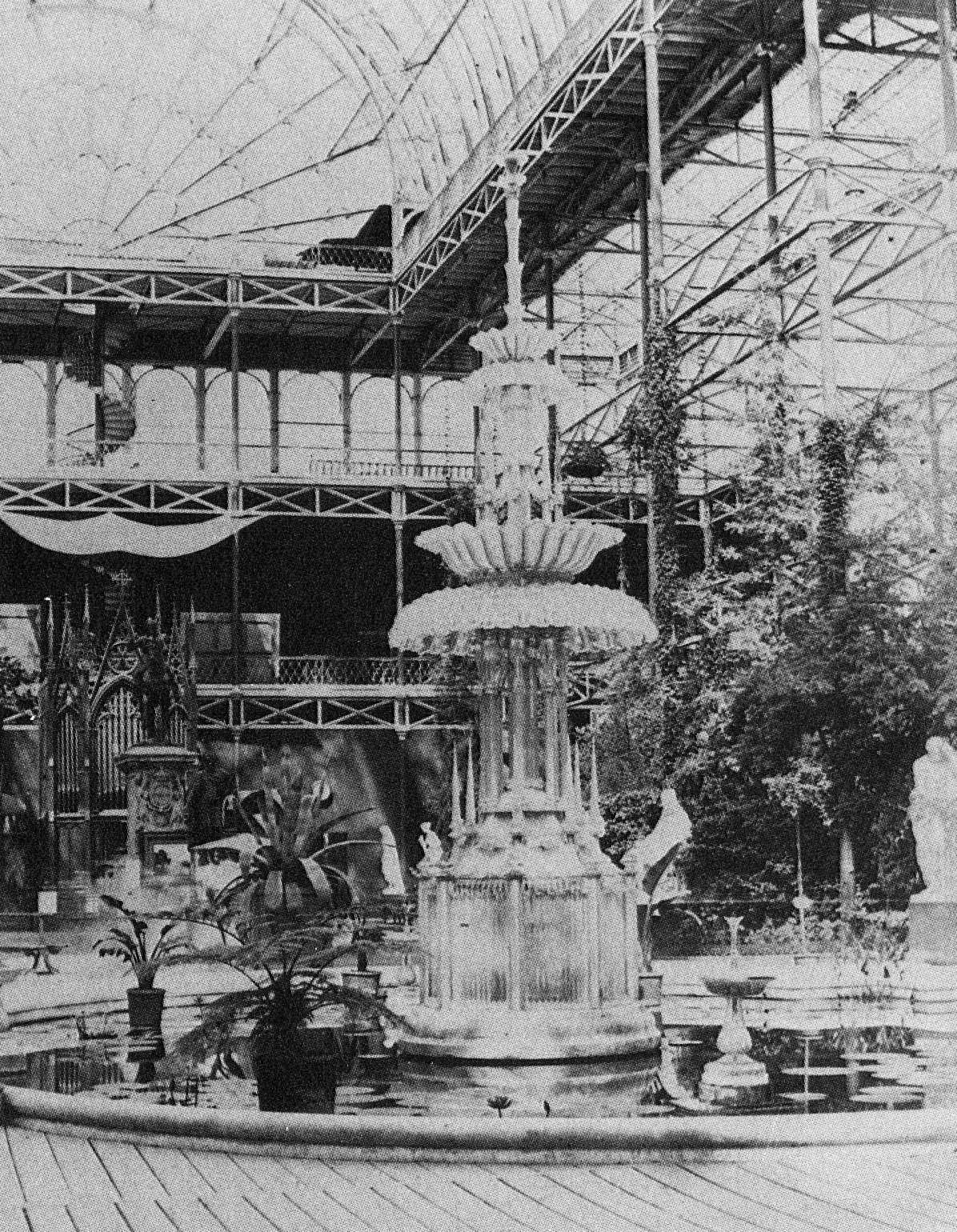
Il Crystal Palace dall'interno (1851)

L'uomo vittoriano dall'apparenza rassicurante e paternalista, padre ideale di famiglia, soldato eroico in tanti bozzetti di genere ma in fondo turbato da incertezze e inquietudini. Disorientamento comprensibile, proprio nel momento in cui per la prima volta, la scienza sembra scardinare l'esistenza di una presenza provvidenziale nel mondo.
L'esposizione universale di Londra presso il Crystal Palace (1851), immenso palazzo di vetro destinato a rappresentare e riunire al suo interno le meraviglie dell'impero britannico, segna l'apogeo e allo stesso tempo l'inizio del declino della civiltà vittoriana. All'interno di questo tempio di vetro e di acciaio innalzato per celebrare le glorie della regina diventata Imperatrice d'India, il visitatore ammirava animali e piante esotiche mai visti fino allora, opere d'arte orientali e indigeni, mentre uno smeraldo gigante donato dal maraja indiano pendeva dalla cupola sulla testa attonita dello spettatore.

### La decadenza del mito vittoriano
Ma l'espansione coloniale tanto esaltata dai trofei esotici segnava involuzione dell'era industriale: i capitali accumulati nella prima metà del secolo grazie alla produzione tessile vengono ora reinvestiti per lo più fuori dalla madrepatria, nell'acquisto di piantagioni e nell'allestimento di fasciami di ferro. Dai cantieri usciranno migliaia di nuove e veloci navi di acciaio a propulsione ad elica destinate a raggiungere l'India, la Cina e le Antille. Lo scopo commerciale si coniugava a una aggressiva opera di evangelizzazione: una crociata che Rudyard Kipling definì come "white man's burden", "fardello dell'uomo bianco", su cui gravava il "dovere" di civilizzare i "fratelli" africani ed indiani.

## La reazione antivittoriana (1860-1900 circa)
La seconda metà dell'Ottocento si alimenta prevalentemente dei frutti delle conquiste coloniali, il cui aspetto brutale è denunciato da un lupo di mare polacco naturalizzato inglese, Joseph Conrad in romanzi come Cuore di tenebra, ambientato nel cuore dell'Africa nera: emblematica è la fine di Kurtz, il mercante-armatore senza scrupoli che scompare misteriosamente nella giungla per essere "conquistato" egli stesso dal suo fascino, diventando un feroce uomo tribale. Altri personaggi nei romanzi di Conrad subiscono altrettanto drammatiche trasformazioni o periscono durante le loro esplorazioni: il contatto con la natura esotica che il palazzo di vetro vittoriano aveva vanamente creduto di addomesticare e "contenere" si dimostra invece fatale per l'uomo bianco.
La reazione antivittoriana, come sono definiti gli ultimi anni dell'epoca, vede una progressiva distruzione del mito delle magnifiche sorti e progressive con il salto dell'uomo moderno in un buio di incertezze da cui emergono i fantasmi repressi dell'inconscio. Più prosaica ma non meno significativa è l'opera di Thomas Hardy (1840-1928), che racconta con amarezza la storia di una povera ragazza sedotta e abbandonata (Tess dei d'Urbervilles): nel narratore non si smorza la critica feroce verso una società dalla doppia faccia, fatta di due pesi e due misure per ceti sociali diversi. Non vi è alcuna consolazione alla fine della storia.
Tess, una giovane ragazza innamoratasi perdutamente di un uomo è sedotta e abbandonata, diventando così lei paria della società, e il suo destino di capro espiatorio si realizza appieno solo alla fine, quando viene impiccata per avere ucciso il suo seduttore: non vi è più la fiducia che l'uomo sia artefice del proprio destino, ma solo vittima, e il romanzo è una tragedia dai toni cupi in cui si coglie l'eco degli antichi drammi greci.

### L'evoluzionismo
L'Origine delle specie di Charles Darwin (1859) mette ulteriormente in crisi le certezze vittoriane facendo leva proprio sulla scienza, fino ad allora considerata punto di forza di quella civiltà. Fondatore della teoria dell'evoluzionismo per selezione naturale, egli sostenne, sulla base di osservazioni su flora e fauna da lui effettuate durante un viaggio intorno al mondo, come l'uomo fosse disceso dai primati, e trovò nello scrittore Thomas Henry Huxley (1825-1895) il suo maggiore divulgatore. Pur non intendendo dire che gli antenati diretti del genere umano fossero le scimmie, il modo semplicistico con cui vennero divulgate le sue scoperte determinò allarmismi e indignazione.

Caricatura di Darwin, teorico dell'evoluzionismo ritratto qui come una scimmia

Al dì là di ogni equivoco, la vicinanza genetica con gli scimpanzé disturbava (e disturba) non pochi: l'uomo è dunque un animale? E se sì, può ricadere nei suoi primitivi istinti bestiali? Le stime dei geologi contraddicevano anche i calcoli dei teologi basate sulla genealogia di Adamo: in base a questi calcoli il mondo iniziava circa 4000 anni fa. Ma quando la cifra (secondo le stime conservative di allora) risultò moltiplicata di parecchie decine di migliaia, l'effetto fu scioccante.
Stevenson, appassionato lettore di Dickens e dei suoi Libri di Natale (The Christmas Books) scriverà in questa temperie Lo strano caso del dr. Jekyll e mr. Hyde, moderno thriller fantascientifico in cui un tranquillo e bonario dottore, bevendo una pozione da lui creata, riesce a regredire a uno stato preumano: l'ominide, Mr. Hyde, libera i suoi feroci istinti bestiali al tramonto per tornare ad essere Jekyll di giorno. Ma Jekyll e Hyde sono la stessa persona, l'uno sente in sé la presenza dell'altro e vorrebbe liberarsene. Jekyll è tormentato dagli omicidi di Hyde di cui si sente responsabile, Hyde si sente imprigionato nel vecchio corpo del dottore e desidera la libertà: è la dissociazione dell'io, la perdita di identità dell'uomo, animale e persona, inconscio e ragione, pulsione e intelletto divisi e in conflitto tra loro.
Anche Herbert George Wells (1866-1946) scrive racconti di fantascienza in cui, come in Stevenson, si concretizzano i timori regressivi dei vittoriani: in La macchina del tempo (The Time Machine), per esempio, ci si chiede se la specie umana possa regredire, estinguersi o ricadere allo stato bruto sotto l'effetto della selezione naturale. Costruita una macchina del tempo, la leva dei comandi si incastra accidentalmente sull'800.000 d.C., sbalzando il suo costruttore quasi un milione di anni nel futuro. 
Arrivato nella nuova dimensione e dopo avere constatato che la civiltà non esiste più, scopre che gli esseri umani sono regrediti allo stato bestiale divisi in due sottospecie: gli Eloi, una più simile all'uomo che vive in superficie, mantenuta dall'altra che la alleva per nutrirsene. I Morlock, antropofagi che vivono nelle profondità della terra, assomigliano a feroci predatori notturni, con zanne sviluppate, occhi felini e sono coperti di pelo, ma gli Eloi che vivono in superficie non mostrano né grande intelligenza né forza fisica.
Fuor di metafora, i veri sintomi della futura crisi della specie umana appariranno nei tragici conflitti planetari del secolo seguente (che Wells sembra profeticamente anticipare nel racconto) e in tutti i suoi – ismi ormai privi della forza coesiva delle grandi scuole del passato: modernismo, surrealismo, dadaismo, e cubismo in pittura in cui la relatività einsteiniana si riflette nella scomposizione infinita degli spazi e dei punti di vista dell'osservatore: esempi viventi della nuova anarchia intellettuale saranno i poliedrici e folli personaggi pirandelliani in cerca di un perché e soprattutto di un Autore.

### L'estetismo e il decadentismo

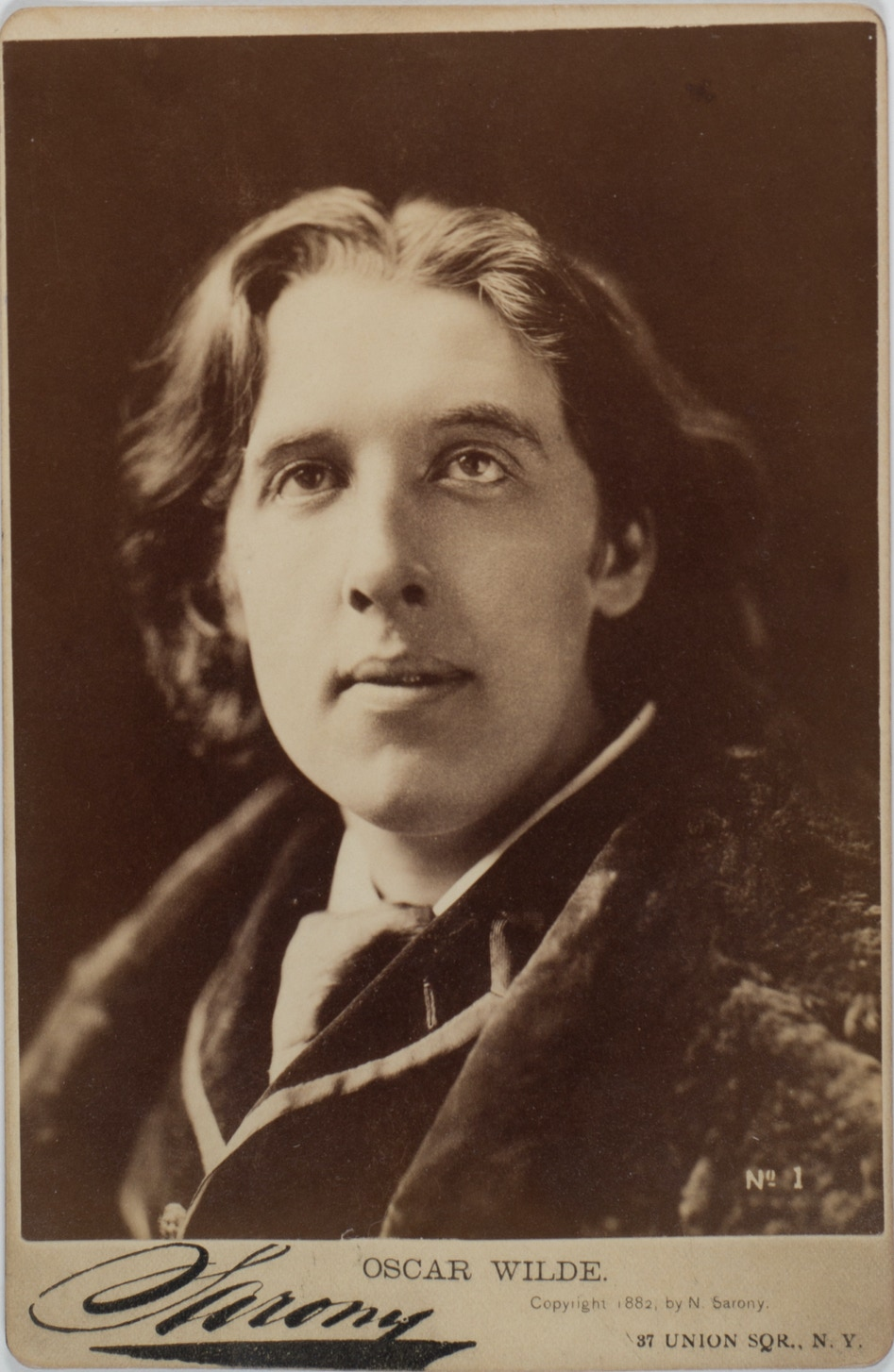
Oscar Wilde

Il decadentismo e l'estetismo trovano un eloquente interprete in Oscar Wilde (1854-1900), autore del celeberrimo romanzo Il ritratto di Dorian Gray, continuatore delle teorie pre-estetistiche di John Keats e strenuo difensore del principio dell'"Arte per l'Arte!" (in inglese: Art for Art's sake!), non più asservita alla morale o alle ideologie. L'arte ha valore anche soltanto perché è bella e dà piacere alla vista, prescindendo dal soggetto ritratto. A questo distacco dai codici sociali e morali fa da contraltare la psicoanalisi, che cerca di esorcizzare i nuovi fantasmi dell'era moderna: desideri inconfessabili e paure represse vengono finalmente alla luce sul lettino dello psicoanalista.

### La crisi del sogno nazionalistico
Conseguenze di questa crisi che coinvolge il Cristianesimo ma anche la società laica si possono ravvisare nel tentativo di riaffermare la superiorità umana in senso nazionalistico e militare: il culto del superuomo di Thomas Carlyle (1795-1881) anticipa le teorie novecentesche di Friedrich Nietzsche e del drammaturgo socialista George Bernard Shaw (1856-1950), destinate ad essere strumentalizzate dal Fascismo, dal Franchismo e dal Nazismo.

### Crisi del mito scientifico: magia e spiritismo
La temibile potenza del vapore perde impeto nel crepuscolo del secolo, dominato dal decadentismo in cui vibrano più dimesse le note di una poesia malinconica su cui incombe un profondo senso di stanchezza: il mistero e l'ineffabile pervadono la poesia ma anche la vita, in cui oggetti, animali eventi non sono descritti per quello che sono ma per i significati arcani che racchiudono in sé che la scienza non può penetrare: lo spiritismo attira molte persone soprattutto a partire dagli anni '80. È in un'atmosfera dimessa che si spegne un secolo: l'Imperatrice muore appena un anno dopo (1901).
Scrittori vittoriani
- Sorelle Brontë
- Robert Browning
- Elizabeth Barrett Browning
- Edward Bulwer-Lytton
- Lewis Carroll
- Wilkie Collins
- Joseph Conrad
- Ernest Dowson
- Charles Dickens
- Benjamin Disraeli
- Alfred Douglas
- Arthur Conan Doyle

- George Eliot
- Elizabeth Gaskell
- George Gissing
- Lionel Johnson
- Thomas Hardy
- William Ernest Henley
- Alfred Edward Housman
- William Henry Giles Kingston
- Rudyard Kipling
- Constance Lloyd Wilde
- Walter Pater
- Edgar Allan Poe
- Robert Ross

- Dante Gabriel Rossetti
- John Ruskin
- George Bernard Shaw
- Robert Sherard
- Elizabeth Siddal
- Robert Louis Stevenson
- Algernon Swinburne
- Alfred Tennyson
- William Makepeace Thackeray
- Anthony Trollope
- Herbert George Wells
- Oscar Wilde
- William Butler Yeats

Panorama culturale
- Motore a vapore
- Rivoluzione industriale in Inghilterra
- Imperialismo
- Impero britannico
- Utilitarismo

### Testi
- Thomas Hardy, Tess dei d'Urbervilles. Milano, Rizzoli, 1979.
- Sir Arthur Conan Doyle, The Best of Sherlock Holmes. Hertfordshire, Wordsworth classics, 1998.
- R.L. Stevenson, Lo Strano caso del dottor Jekyll e del signor Hyde. Milano, Rizzoli, 1952.
- R.L. Stevenson, Dr. Jekyll and Mr. Hyde. Harmondsworth, Penguin, 1979.
- Charlotte Brontë, Jane Eyre. Harmondsworth, Penguin, 1966.
- H.G. Wells, The Time Machine. London, Everyman, 2001.
- E.A. Poe, Tales of Mystery and Imagination. Hertfordshire, Wordsworth Classics, 1993
- E.A. Poe, Racconti. Milano, Garzanti, 1972.
- A. Trollope, The Warden. Harmondsworth, Penguin, 1984.
- J.H. Newman, Loss and Gain. Oxford, Oxford University Press, 1986.

### Critica
- Walter Allen, The English Novel. Harmondsworth, Penguin, 1954.
- Chris Baldick, In Frankenstein's Shadow. Myth, Monstrosity, and Nineteenth-Century Writing. Oxford and New York, Oxford University Press/Clarendon Press, 1990.
- Mirella Billi, Il gotico inglese. Bologna, Il Mulino, 1986.
- Jerome H. Buckley, The Victorian Temper. London, Frank Cass, 1966.
- Anthony Burgess, English Literature. Burnt Mills, Longman, 1958.
- Mariaconcetta Costantini, Poesia e sovversione. Christina Rossetti, Gerard Manley Hopkins. Pescara, Edizioni Campus, 2000.
- Walter H. Houghton, The Victorian Frame of Mind 1830-1870. New Haven and London, Yale University Press, 1957.
- Renzo D'Agnillo, The Poetry of Matthew Arnold. Roma, Aracne, 2005.
- De Logu, Pietro, La narrativa di George Eliot, Adriatica, Bari, 1969.
- De Logu, Pietro, La poetica e la poesia di Matthew Arnold, Di Stefano, Genova, 1961.
- De Logu, Pietro, Poesia vittoriana, ESI, Napoli, 1964.
- Robert Douglas-Fairhurst, Victorian Afterlives. The Shaping of Influence in Nineteenth-Century Literature. Oxford, Oxford University Press, 2002.
- Francesco Marroni, Disarmonie vittoriane. Rivisitazioni del canone della narrativa inglese dell'Ottocento. Roma, Carocci, 2002.
- Francesco Marroni, Miti e mondi vittoriani. La cultura inglese dell'Ottocento. Roma, Carocci, 2004.
- Francesco Marroni, Spettri senza nome. Modelli epistemici e narrativa vittoriana. Roma, Carocci, 2007.
- Michela Marroni, John Ruskin: ricerca estetica e mito di Venezia. Roma, Aracne, 2007.
- Franco Marucci, Il Vittorianesimo. Bologna, Il Mulino, 1991.
- Paola Partenza, Alfred Tennyson e la poesia del dubbio. Bari, Adriatica, 2002, 2012.
- Mario Praz. Storia della letteratura inglese. Firenze, Sansoni, 1979.
- Marcella Romeo, Ologrammi e stereotipi coloniali nell'opera di Harriet Martineau. Pescara, Edizioni Tracce, 2006.
- Eleonora Sasso, William Morris tra utopia e medievalismo. Roma, Aracne, 2007.
- Emma Sdegno, Saggi su Ruskin. Venezia, Cafoscarina, 2004.
- Miriam Sette, George Eliot: il corpo della passione. Aspetti della corporeità nella narrativa dell'ultima fase,Pescara, Campus, 2004.
- Anna Enrichetta Soccio, George Meredith: romanzo e sperimentazione. Pescara, Edizioni Campus, 2001.
- Saverio Tomaiuolo, Tennyson e il senso del narrare. Pescara, Edizioni Tracce, 2003.
- Raymond Williams, Culture and Society. Harmondsworth, Penguin, 1958.
- Raymond Williams, The English Novel from Dickens to Lawrence. London, Chatto and Windus, 1971.
- Raymond Williams, The Country and the City. London, Chatto and Windus, 1973.